# TV-året 1971

## Händelser

### Januari
- 2 januari - En lag i USA träder i kraft och förbjuder radio och TV att göra reklam för cigaretter.[1]

### Oktober
- 27 oktober - Svenska Filminstitutets chef Harry Schein radionämndsanmäler TV 2 för att ha brutit mot paragrafen om "god förströelse" genom att visa en Åsa-Nisse-film. Radionämnden friar [2].

### November
- 8 november - Premiär för de regionala nyhetsprogrammen Nordnytt och Sydnytt i Sveriges Radio-TV. [3][4]

## TV-program

### ITV
- 10 november - TV-serien Herrskap och tjänstefolk börjar sändas. Första avsnittet heter "On Trial".[5]

### Sveriges Radio-TV
- 1 januari - I fjol var det 1920, underhållning med Anna Sundqvist, Bert-Åke Varg, Git Gay, med flera.
- 3 januari - Becketts pjäs I väntan på Godot med Ernst-Hugo Järegård och Jan-Olof Strandberg.
- 3 januari - Premiär för frågeleken Länspumpen med Lars Orup.
- 5 januari - Lill & Svante, show med Lill Lindfors och Svante Thuresson.
- 7 januari - Danska dramaserien Smugglare, del 1 av 6.
- 9 januari - Hedenbratt, ett porträtt av Sonya Hedenbratt.
- 10 januari - TV-pjäsen Med egna ögon med bland andra Jan Blomberg, Solveig Ternström och Carl-Gustaf Lindstedt.
- 13 januari – Start för serien Lavforsen – by i Norrland i regi av Håkan Ersgård.
- 13 januari - Måndagsnatt i Gamla Stan, hålligång på PB-källaren med Bengt Sändh, Sveriges jazzband med flera.
- 18 januari - Nypremiär för aktualitetsprogrammet Kvällsöppet med Gary Engman och Åke Wilhelmsson.
- 23 januari - Ny omgång av Hylands hörna med Lennart Hyland och husbandet Family Four.
- 10 februari - Premiär för barnprogrammet Hajk med Ulf Schenkmanis.
- 17 februari - Lars Molins pjäs Hon kallade mig jävla mördare.
- 18 februari - Start för en ny omgång av den brittiska dramaserien Familjen Ashton.
- 19 februari - Lill-Babs, ett porträtt av Barbro Lill-Babs Svensson.
- 27 februari - En bit från Brännö, ett program om och med Lasse Dahlquist.
- 7 mars - Fallet H, TV-pjäs med bland andra Helge Skoog och Tomas Bolme.
- 11 mars - Premiär för fem nya avsnitt av Låt hjärtat va me, buskisunderhållning med Sten-Åke Cederhök med flera.
- 28 mars - August Strindbergs pjäs Leka med elden med bland andra Christina Schollin, Hans Ernback, Lars-Erik Berenett med flera.
- 2 april - Showbiz i busken, skånsk lokalrevy med Nils Ahlroth och hans ensemble.
- 8 april - Finansiären, en tv-thriller med Halvar Björk i huvudrollen.
- 10 april - The Birgitta Andersson Show, påsksmällar med Birgitta Andersson, Gösta Ekman och Olle Holmqvists orkester.
- 10 april - Premiär för underhållningsserien På parkett med Lasse Holmqvist och gäster.
- 20 april - Den kanadensiska barn- och ungdomsserien Pojken från Indiansjön (eng. Adventures in Rainbow Country) har svensk premiär.
- 28 april - Lars Molins TV-film Badjävlar med bland andra Ernst Günther, Gun Jönsson, Brita Billsten och Anders Nyström.
- 30 april - Krogshowen Lyckohjulet med Östen Warnerbring, Ernst-Hugo Järegård och Cornelis Vreeswijk.
- 7 maj - Titta in, Sid Jansson presenterar unga och gamla förmågor från hela Sverige. Del 1 av 7.
- 14 maj - Hagge Geigerts revy 1971 med Georg Adelly, Brita Borg, Sten-Åke Cederhök med flera.
- 19 maj - Komedin Gunghästen med Inga Gill, Jan Malmsjö, Tor Isedal med flera.
- 23 maj - TV-pjäsen Söndagspromenaden med bl.a. Georg Rydeberg, Irma Christenson och Margaretha Krook.
- 29 maj - Glada människor med Monica Zetterlund, Tommy Körberg, Östen Warnerbring och Gals and Pals.
- 4 juni - Göteborg 350 år, Hagge Geigert med gästartister direkt från Kungsportsavenyen i Göteborg.
- 21 juni - Seriestart för Håll dig igång, sommaraktivitet från Erstaviksbadet med Bengt Bedrup.
- 23 juni - Ny omgång av allsångsprogrammet Sjung med Egon med Egon Kjerrman.
- 25 juni - Den stora utflykten eller Vem har snott midsommarkransen? med bland andra Lasse Berghagen och Anni-Frid Lyngstad.
- 29 juni - Premiär för frågesporten Långdansen med Lennart Hyland.
- 30 juni - Premiär för Auktion med auktionsutroparen Karl Erik Eriksson på Skansen.
- 4 juli - Känn dig lite happy, underhållning med Gunnar Wiklund och gästartister.
- 17 juli - En ny omgång av underhållningen Öppet hus med Claes af Geijerstam och gästartister.
- 22 juli – Världspremiär för den brittiska dramaserien Herrskap och tjänstefolk.
- 2 augusti - Premiär för Ettan gästar, Sven Anér och Bengt Feldreich besöker en aktuell person.
- 8 augusti - Söderfröjd, en kväll på Mosebacke med Sid Jansson, Ewert Ljusberg, Södra Bergens Balalaikor med flera.
- 3 september - Tistlar från en rosenö, en lokalrevy från Gotland av Närrevyn.
- 4 september - Premiär för den brittiska serien Snobbar som jobbar med bland andra Tony Curtis och Roger Moore.
- 8 september - Stig Järrel berättar minnen, det första av fyra program om Stig Järrel.
- 11 september - Premiär för underhållningsserien Strapetz med Lasse Berghagen.
- 12 september - Vilhelm Mobergs folklustspel Änkeman Jarl med bland andra Berta Hall och Olof Bergström.
- 13 september - Premiär för familjeserien Familjen Ekbladh med bland andra Inga Landgré och Åke Lindström.
- 22 september - TV-pjäsen Bekännelsen med Nils Ahlroth, Tomas von Brömssen, Anna Godenius, Peter Hüttner med flera.
- 26 september - Start för en ny omgång av Hemma med Ria, matlagningsprogram med Ria Wägner.
- 4 oktober - Premiär för magasinet Halvsju med Karin Falck, Lars Widding och Lennart Swahn.
- 9 oktober - Premiär för Nygammalt med Bosse Larsson, Bröderna Lindqvist och gästartister.
- 9 oktober - Höstpremiär för veckomagasinet Landet runt.
- 20 oktober - TV-pjäsen Efter balen med Solveig Ternström och Stig Engström.
- 22 oktober - Charlie Norman Show med Charlie Norman och Berns barn.
- 24 oktober - Premiär för Knuff, ett program för tonåringar.
- 29 oktober - Lena Andersson Show med Lena Andersson och sånggruppen Visavi.
- 31 oktober - Premiär för frågeleken Korsförhör med Gösta Knutsson.
- 4 november - Show à la Rydberg med Eva Rydberg, Lasse Kühler och Björn Skifs.
- 5 november - 88-öresrevyn på Skeppet med Hans Alfredson, Tage Danielsson och Gunnar Svensson.
- 11 november - Start för en ny omgång av den brittiska dramaserien Familjen Ashton.
- 17 november - Premiär för Bengt Bratts dramaserie Hem till byn med bland andra Roland Söderberg, Lars Green, Ulf Dohlsten och Kerstin Tidelius.
- 20 november - Sylvias sambashow med Sylvia Vrethammar.
- 20 november - Premiär för familjeserien Julia och nattpappan med Mona Eng och Peter Schildt.
- 28 november - Årets julkalender är Broster Broster med Claire Wikholm, Carl-Gustaf Lindstedt med flera. [6]
- 3 december - Den vackraste visan, visor och verser med Hootenanny Singers och Olof Widgren.
- 10 december - Carl-Gustaf heter jag, Kronprinsen porträtteras av Lars Ulvenstam och Tomas Dillén.
- 16 december - Premiär för Carin Mannheimers dramaserie Fosterbarn med bland andra Birgitta Palme, Ingvar Hirdwall och Stig Torstensson.
- 18 december - Premiär för underhållningsprogrammet Huller om buller med Thord Carlsson, Anita Wall och Börje Ahlstedt.
- 20 december - Uffe, popsångaren Ulf Neidemar sjunger egna och andras låtar.
- 24 december - Julträffen, Lasse Holmqvist träffar Eva Rydberg, Birgit Nilsson, Georg Rydeberg med flera.
- 25 december - August Blanches lustspel Kalle Utter med Pierre Lindstedt, Carl Billquist, Lilian Johansson med flera.
- 26 december - Dramatens uppsättning av Karlsson på taket med Axel Düberg, Hans Klinga, Birgitta Valberg med flera.
- 28 december - Gustav Vasas äventyr i Dalarna, dramaserie i fyra delar med bland andra Rune Lindström, Halvar Björk och George Thunstedt.

## Födda
- 6 januari – Anki Edvinsson, svensk programledare i TV.
- 8 januari – Ebba Blitz-Osvald, svensk programledare i TV.
- 27 februari – Minna Treutiger, svensk skådespelare.

## Avlidna
- 31 december – Pete Duel, 31, amerikansk skådespelare (Alias Smith & Jones).

### Fotnoter
1. ↑  
   "Cigarette Maker Phillip Morris Agrees to Remove Advertising
   Signs from Sports Stadiums Where They Were Shown on TV" (1995)   DOJ315.
2. ↑  Hundra år i Sverige - 1971, Hans Dahlberg, Albert Bonniers, 1999
3. ↑  ”Svensk mediedatabas”. http://smdb.kb.se/catalog/search?q=Nordnytt&sort=OLDEST. Läst 30 mars 2011.
4. ↑  ”Svensk mediedatabas”. http://smdb.kb.se/catalog/search?q=Sydnytt&sort=OLDEST. Läst 30 mars 2011.
5. ↑  ”Season 1”. 10 oktober 1971. Arkiverad från originalet den 11 mars 2016. https://web.archive.org/web/20160311232506/http://akas.imdb.com/title/tt0066722/episodes?season=1. Läst 5 juni 2012.
6. ↑  ”Jultradition”. Arkiverad från originalet den 25 april 2012. https://web.archive.org/web/20120425112719/http://www.jultradition.se/tv.htm. Läst 26 mars 2011.